# ماركسية تحررية
الماركسية التحررية أو الماركسية الليبرتارية هي نطاق واسع من الفلسفات السياسية والاقتصادية التي تؤكد على مناهضة السلطوية وتحرص على الجوانب الليبرتارية للماركسية. ظهرت الاتجاهات المبكرة من الماركسية التحررية مثل اليسار الشيوعي بصفتها معارضةً للماركسية اللينينية.
تُعد الماركسية التحررية مهمةً بالنسبة للمواقف الإصلاحية لا سيما تلك التي اتخذها الاشتراكيون الديمقراطيون. تعتمد تيارات الماركسية التحررية غالبًا على الأعمال المتأخرة لكارل ماركس وفريدريك إنجلز خصوصًا أسس نقد الاقتصاد السياسي (جرندريسه) والحرب الأهلية في فرنسا؛ التي تؤكد على المعتقد الماركسي في قدرة الطبقة العاملة على تشكيل مصيرها دون الحاجة لحزب طليعي للتوسط أو المساعدة في تحريرها. تُعد الماركسية التحررية، إلى جانب الأناركية، إحدى أهم الاتجاهات في الاشتراكية الليبرتارية.
تتضمن الماركسية التحررية اتجاهات مثل الماركسية الاستقلالية والشيوعية المجالسية والماركسية الدي ليونية والماركسية الكَتَبية وأجزاء من اليسار الجديد والأممية الموقفية والشيوعية أو البربرية والعمالية. كان للماركسية الليبرتارية تأثير قوي على الأناركية ما بعد اليسارية والأناركية الاجتماعية. من أبرز منظري الماركسية التحررية موريس برينتون، وكورنيليوس كاستورياديس، وغي ديبورد، ورايا دوناييفسكايا، ودانيال جويرين، وسي إل آر جيمس، وروزا لوكسمبورغ، وأنطونيو نيجري، وأنطون بانكويك، وفريدي بيرلمان، وإرنستو سكريبانتي، وإي بي طومسون، وراؤول فانيجيم، ويانيس فاروفاكيس الذي يدعي أن ماركس نفسه كان ماركسيًا ليبرتاريًا.

## نظرة عامة
بدأت الماركسية بتطوير منحى ذي فكر ليبرتاري بعد ظروف محددة. وفقًا لشامسي أوجيلي: «يلقى المرء تعبيرات مبكرة لوجهات النظر تلك عند موريس والحزب الاشتراكي البريطاني، وأيضًا في أحداث عام 1905، مع تزايد القلق حول البيروقراطية ونزع الراديكالية في الاشتراكية العالمية».
في عام 1884، أسس ويليام موريس العصبة الاشتراكية والتي شجعها كل من فريدريك إنجلز وإلينور ماركس. بصفته الشخصية البارزة في المنظمة، باشر موريس بسلسلة من الخطابات والأحاديث لا هوادة فيها في زوايا الشوارع إضافةً لنوادي العمال ومسارح المحاضرات على طول إنجلترا واسكتلندا. منذ عام 1887، بدأ عدد الأناركيين يتفوق على عدد الماركسيين داخل العصبة الاشتراكية. حدث التغير في المؤتمر السنوي الثالث الي عُقد في لندن في التاسع والعشرين من مايو 1887، إذ صوت أغلبية من مندوبي الفرع الرابع والعشرين لصالح قرار يرعاه الأناركيون ويُعلن هذا القرار: «يؤيد هذا المؤتمر الامتناع عن العمل البرلماني، الذي اقتنعت به العصبة حتى اللحظة، ولا يرى أي سبب نافع لتغيير ذلك».
لعب موريس دور صانع السلام، لكنه اصطف في نهاية المطاف مع مناهضي البرلمانية، والذين كسبوا السيطرة على العصبة، والتي خسرت نتيجةً لذلك الدعم من إنجلز وشهدت مغادرة إلينور ماركس وزميلها إدوارد إفلينغ لتشكيل جمعية بلومسبيري الاشتراكية المنفصلة.

### القرن العشرون
مع ذلك، يمكن تتبع التمزقات خلال وبعد الحرب العالمية الأولى. رفض الشيوعيون، الذين خاب أملهم باستسلام الاشتراكيين الديمقراطيين، والفرحين بظهور المجالس العمالية، والمبتعدين عن اللينينية، مزاعم الأحزاب الديمقراطية، وبدلًا عن ذلك وضعوا آمالهم في الجماهير. بالنسبة لأولئك الاشتراكيين، ففي حدس الجماهير عبقرية أكثر من عمل أكبر العباقرة الفرديين. تُعد النزعة العمالية والعفوية للوكسمبورغ أمثلةً لمواقف اتخذها بعد ذلك أشخاص من أقصى اليسار في تلك الفترة؛ بانيكويك ورونالد هولست وغورتر في هولندا، وسيلفيا بانكخورست في بريطانيا، وغرامشي في إيطاليا، ولوكاش في هنغاريا. في هذه الصيغ، أصبحت دكتاتورية البروليتاريا دكتاتورية طبقة وليست لحزب أو زمرة. ومع ذلك، داخل هذا الخط الفكري، حُل التوتر بين النزعة الطليعية والنزعة المناهضة للطليعية غالبًا بأسلوبين متناقضين تمامًا؛ يتضمن الأول اندفاعًا نحو الحزب؛ وشهد الثاني تحركًا نحو فكرة العفوية البروليتارية الكاملة. يتجسد الاتجاه الأول بوضوح عند غرامشي ولوكاش. يُرسم الاتجاه الثاني في النزعة، التي تطورت من أقصى اليسار الألماني والهولندي، والتي تميل نحو الاستئصال الكامل لشكل الحزب.
في الدولة السوفيتية الناشئة، ظهرت ثورات من اليساريين ضد البلاشفة، والتي كانت سلسلة من التمردات والثورات ضد البلاشفة قادها أو دعمها مجموعات من اليسار بما في ذلك الثوريين الاشتراكيين، والاشتراكيين اليساريين الثوريين، والمناشفة والأناركيين. دُعم بعضها من الحركة البيضاء، بينما حاول البعض الآخر أن يكون قوةً مستقلة. بدأ العصيان عام 1918 واستمر خلال الحرب الأهلية الروسية وبعدها حتى عام 1922. استجابةً لذلك، تخلى البلاشفة بشكل متسارع عن محاولات ضم تلك المجموعات إلى الحكومة وقمعوهم بالقوة.
اعتُبر حزب العمال للاتحاد الماركسي في إسبانيا حزبًا ماركسيًا ليبرتاريًا بسبب عقيدته المناهضة للسوفيت في الحرب الأهلية الإسبانية.

### النظرية
بالنسبة للعديد من الاشتراكيين الماركسيين الليبرتاريين، استلزم الإفلاس السياسي للأرثوذكسية الاشتراكية انقطاعًا نظريًا. اتخذ هذا الانقسام أشكالًا عدّة. أيد البورديغيون وأتباع الحزب الشتراكي البريطاني التصلب الماركسي الفائق في الأمور النظرية. عاد الاشتراكيون الآخرون إلى ماركس في البرنامج المناهضة للوضعية الخاصة بالمثالية الألمانية، فكثيرًا ما ربطت الاشتراكية الليبرتارية تطلعاتها السياسية المعادية للسلطوية بهذا التمايز النظري عن الأرثوذكسية. بقي كارل كورش اشتراكيًا ليبرتاريًا لفترة طويلة من حياته وبسبب الحث المستمر للانفتاح النظري في عمله. رفض كورش الأبدية والجمود، وكان مهووسًا بالدور الأساسي للممارسة في حقيقة نظرية ما. بالنسبة لكورش، لا يمكن لأي نظرية أن تهرب من التاريخ، ولا حتى الماركسية. في هذا الأسلوب، عزا كورش الفضل إلى التحفيز الذي ولده كتاب ماركس رأس المال إلى حركة الطبقات المضطهدة.
برفض كل من الرأسمالية والدولة، يصطف بعض الاشتراكيين الليبرتاريين مع الأناركيين في معارضة الديمقراطية التمثيلية الرأسمالية والأشكال الاستبدادية للماركسية. رغم أن الأناركيين والماركسيين يشتركون في الهدف النهائي لمجتمع لا دولة فيه، ينتقد الأناركيون معظم الماركسيين للدعوة إلى مرحلة انتقالية تُستخدم بموجبها الدولة لتحقيق هذا الهدف. ومع ذلك، كانت الاتجاهات الماركسية الليبرالية مثل الماركسية الاستقلاية وشيوعية المجلس متداخلةً تاريخياً مع الحركة الأناركية. دخلت الحركات الأناركية في صراع مع كل من القوى الرأسمالية والماركسية، أحيانًا في الوقت ذاته مثلما حدث في الحرب الأهلية الإسبانية، رغم أن الماركسيين أنفسهم منقسمون في كثير من الأحيان في دعم أو معارضة الأناركية. أدت الاضطهادات السياسية الأخرى في ظل الأحزاب البيروقراطية إلى عداء تاريخي قوي بين الأناركيين والماركسيين الليبرتاريين من ناحية واللينينيين والماركسيين اللينينيين ومشتقاتهم مثل الماويين من جهة أخرى. ومع ذلك، شكل الاشتراكيون الليبرتاريون، في التاريخ الحديث، بشكل متكرر تحالفات مؤقتة مع الجماعات الماركسية اللينينية من أجل الاحتجاج على المؤسسات التي يرفضها كلاهما.
يمكن تتبع جزء من هذا العداء إلى رابطة العمال الدوليين، والأممية الأولى، ومؤتمر العمال الراديكاليين، إذ نشب بين ميخائيل باكونين (الذي كان يمثل إلى حد ما وجهات النظر الأناركية) وكارل ماركس (الذي اتهمه الأناركيون بأنه استبدادي) صراع حول قضايا مختلفة. كانت وجهة نظر باكونين بشأن عدم شرعية الدولة كمؤسسة ودور السياسة الانتخابية يتعارض بشدة مع آراء ماركس في الأممية الأولى. أدت خلافات ماركس وباكونين في النهاية إلى سيطرة ماركس على الأممية الأولى وطرد باكونين وأتباعه من المنظمة. كانت هذه بداية نزاع وانقسام طويل الأمد بين الاشتراكيين الليبرتاريين وما يسمونه الشيوعيين الاستبداديين، أو مجرد الاستبداديين. صاغ بعض الماركسيين وجهات نظر تشبه إلى حد كبير النقابية وبالتالي تعبر عن المزيد من التقارب مع الأفكار الأناركية. يعتقد العديد من الاشتراكيين الليبرتاريين، ولا سيما نعوم تشومسكي، أن الأناركية تشترك في الكثير من القواسم المشتركة مع متغيرات معينة من الماركسية مثل شيوعية المجلس الماركسي لأنطون بانيكويك. في ملاحظات تشومسكي عن الأناركية، يقترح إمكانية أن يكون شكل من أشكال شيوعية المجلس هو الشكل الطبيعي للاشتراكية الثورية في مجتمع صناعي. يعكس الاعتقاد بأن الديمقراطية محدودة بشدة عندما يُتحكم في النظام الصناعي بأي شكل من أشكال النخبة الاستبدادية سواء من أصحابها أم مديريها أم التكنوقراط أم حزب طليعي أم بيروقراطية الدولة.